# Пијезоелектрични ефект
Пијезоелектрични ефект је појава стварања електричног напона на крајевима пијезоелектричног кристала при механичком притиску на њега. Супротан случај је кад се на кристал доведе спољни напон — тада долази до његове механичке деформације.
Постојање пијезоелектричног ефекта открили су Жак и Пјер Кири 1880. године. Типични представници пијезоелектричних кристала су кварц, турмалин, и Рошелова со. 

## Употреба
Својство пијезоелектричних кристала нашло је широку употребу у многим гранама технике, посебно у електроници за израду прецизних осцилатора високо стабилних фреквенција. За употребу у те сврхе, плочице кристала се сијеку под одређеним угловима (осе резања), глачају, стављају међу металне електроде, и затварају у кућиште.
Применом пијезоелектричних кристала у електронским осцилаторима дигиталних и аналогних уређаја, постиже се прецизност реда милионитог дела херца, док се обичним осцилаторним колима постиже само око 10 хиљадитих делова херца. Додатна стабилност се постиже уградњом пијезоелектричних кристала у термостате. Уз то, широка примена пијезоелектричних ефекта и кристала је и у електроакустици, за израду микрофона, слушалица, детектора ултразвука и разних ултразвучних претварача.
Пијезоелектрични ефекат такође има примену код мерења механичких величина. Највише се користи код акцелерометара (давачи убрзања), давача силе и давача притиска.